# Landtagswahl in Niedersachsen 2008
- Linke: 11
- SPD: 48
- Grüne: 12
- FDP: 13
- CDU: 68

Die Wahlen zum 16. Niedersächsischen Landtag fanden – gleichzeitig mit den Landtagswahlen in Hessen – am 27. Januar 2008 statt. Rund 6,1 Millionen Wahlberechtigte, darunter 258.000 Personen unter 21 Jahren, waren an diesem Tag aufgerufen, ein neues Landesparlament zu bestimmen.
Trotz Stimmverlusten der CDU behielt die schwarz-gelbe Koalition unter Ministerpräsident Christian Wulff die Mehrheit. Die SPD erzielte das schlechteste Wahlergebnis, das sie jemals bei niedersächsischen Landtagswahlen erreicht hatte, Bündnis 90/Die Grünen dagegen ihr bis dahin bestes. Mit 7,1 Prozent der Stimmen schaffte es die Partei Die Linke – ebenso wie bei der am gleichen Tag durchgeführten Landtagswahl in Hessen – erstmals, in einen Landtag eines westdeutschen Flächenlandes einzuziehen.
Am 26. Februar 2008 wurde Wulff als Ministerpräsident im Landtag bestätigt und führte bis 2010 das Kabinett Wulff II.

## Wahlsystem
Per Gesetz wurde am 16. Dezember 2004 beschlossen, die Anzahl der Wahlkreise von 100 auf 87 zu reduzieren. Ohne Überhang- und Ausgleichsmandate setzte sich der neu gewählte Landtag aus 135, statt wie bisher aus 155 Abgeordneten zusammen. In jedem der 87 Wahlkreise wurde der Bewerber mit den meisten Erststimmen gewählt, die übrigen Mandate wurden über die Landeslisten verteilt, sodass sich die nach dem D’Hondt-Verfahren berechnete Sitzverteilung ergibt. Hat eine Partei mehr Wahlkreise gewonnen, als ihr Mandate zustünden, wird die Größe des Landtages um das doppelte dieser Überhangmandate angehoben und entsprechend auch Ausgleichsmandate verteilt. Bestehen trotz der einmaligen Anhebung noch immer Überhangmandate, bleiben diese unausgeglichen.

## Ausgangssituation

### Landtagswahl 2003
Bei der Landtagswahl 2003 verlor die SPD ihre vorherige absolute Mehrheit im Landtag unter starken Verlusten. Die CDU wiederum konnte selber im zweistelligen Prozentbereich dazugewinnen und war nur knapp von einer absoluten Mehrheit der Stimmen entfernt. Infolgedessen kam es in Niedersachsen zu einem Regierungswechsel: Eine CDU/FDP-Koalition unter der Führung von Christian Wulff löste die bisherige SPD-Regierung von Sigmar Gabriel ab. Der CDU fehlte ein Sitz zu einer alleinigen absoluten Mehrheit im Landtag.
| Partei | Partei                                            | Wahl 2003 | Wahl 2003 |
| Partei | Partei                                            | Stimmen   | Sitze     |
| ------ | ------------------------------------------------- | --------- | --------- |
|        | Christlich Demokratische Union Deutschlands (CDU) | 48,3 %    | 91        |
|        | Sozialdemokratische Partei Deutschlands (SPD)     | 33,4 %    | 63        |
|        | Freie Demokratische Partei (FDP)                  | 08,1 %    | 15        |
|        | Bündnis 90/Die Grünen (Grüne)                     | 07,6 %    | 14        |

### Umfragen
Den letzten Sonntagsfragen zufolge hätten die Regierungsparteien CDU und FDP leichte Stimmverluste hinnehmen müssen. Der Fortbestand der Koalition erschien allen Umfragen zufolge dennoch sicher. Einzig spannend schien die Frage, ob die Partei Die Linke in den niedersächsischen Landtag hätte einziehen können. Wenn die Linke jedoch den Einzug ins Parlament nicht geschafft hätte, hätte es sogar zu einer absoluten Mehrheit der CDU reichen können. Bei einer Direktwahl des Ministerpräsidenten wäre CDU-Ministerpräsident Christian Wulff deutlich vor seinem Herausforderer Wolfgang Jüttner von der SPD gelegen.
| Datum      | Institut                | CDU  | SPD  | GRÜNE | FDP | LINKE | Sonstige |
| ---------- | ----------------------- | ---- | ---- | ----- | --- | ----- | -------- |
| 18.01.2008 | Forschungsgruppe Wahlen | 46 % | 33 % | 7 %   | 7 % | 5 %   | 2 %      |
| 17.01.2008 | Infratest dimap         | 44 % | 34 % | 7 %   | 7 % | 5 %   | 3 %      |
| 07.01.2008 | Infratest dimap         | 45 % | 33 % | 8 %   | 7 % | 3 %   | 5 %      |
| 05.01.2008 | Emnid                   | 45 % | 32 % | 9 %   | 8 % | 4 %   | 2 %      |
| 29.12.2007 | AMR Düsseldorf          | 44 % | 34 % | 8 %   | 7 % | 4 %   | 3 %      |
| 07.12.2007 | Forschungsgruppe Wahlen | 44 % | 34 % | 7 %   | 7 % | 4 %   | 4 %      |
| 07.11.2007 | Infratest dimap         | 44 % | 33 % | 9 %   | 7 % | 4 %   | 3 %      |
| 23.10.2007 | Infratest dimap         | 45 % | 33 % | 8 %   | 6 % | 5 %   | 3 %      |
| 18.10.2007 | Emnid                   | 45 % | 31 % | 10 %  | 7 % | 7 %   | 3 %      |
| 06.09.2007 | Infratest dimap         | 44 % | 34 % | 9 %   | 7 % | 3 %   | 3 %      |
| 16.08.2007 | Forsa                   | 47 % | 29 % | 9 %   | 7 % | 4 %   | 4 %      |

## Kandidaturen

### Landeswahlvorschläge
Zur Landtagswahl wurden folgende Parteien zugelassen:
- Parteien, die im Landtag oder mit niedersächsischen Abgeordneten im Bundestag vertreten sind:
  - Christlich Demokratische Union Deutschlands
  - Sozialdemokratische Partei Deutschlands
  - Freie Demokratische Partei
  - Bündnis 90/Die Grünen
  - Die Linke
- Weitere Parteien, die zur Zulassung 2000 Unterstützerunterschriften vorlegten:
  - Ab jetzt…Bündnis für Deutschland
  - Die Friesen
  - Die Grauen – Graue Panther
  - Familien-Partei Deutschlands
  - Freie Wähler Niedersachsen – Bürgerinitiativen, Bürgerlisten und unabhängige Wählergemeinschaften
  - Partei Mensch Umwelt Tierschutz
  - Nationaldemokratische Partei Deutschlands
  - Ökologisch-Demokratische Partei
  - Partei Bibeltreuer Christen

Die Demokratische Alternative (Die Weissen), Die Republikaner, Die Violetten – für spirituelle Politik und die Anarchistische Pogo-Partei Deutschlands hatten ihre Kandidatur beim Landeswahlleiter angezeigt, reichten jedoch keine Landesliste ein. Die Piratenpartei Deutschland konnte die nötigen Unterstützerunterschriften nicht fristgerecht vorlegen.

### Kreiswahlvorschläge
In den 87 Wahlkreisen stellten sich insgesamt 547 Kandidaten zur Wahl, darunter neun Einzelbewerber. CDU, SPD, FDP und Bündnis 90/Die Grünen waren in allen Wahlkreisen mit einem Direktkandidaten vertreten, für die Linke trat bis auf Barsinghausen in allen Wahlkreisen ein Kandidat an. Die Freien Wähler waren in 49 Wahlkreisen vertreten, die NPD trat in 42 Wahlkreisen mit Direktkandidaten an. Die Friesen, die ödp und die PBC traten mit jeweils drei, die Weissen mit zwei und die Familien-Partei und die Republikaner mit jeweils einem Kreiswahlvorschlag an.

### Demographie
Das Durchschnittsalter der insgesamt 747 Bewerber betrug 47 Jahre, wobei der jüngste Kandidat 18 und der älteste 77 Jahre alt war. 198 aller Kandidaten waren weiblich, was einen Anteil von 26,5 Prozent ausmachte.

## Wahlkampf
Im Gegensatz zur am selben Tag stattfindenden Landtagswahl in Hessen verlief der Wahlkampf in Niedersachsen eher ruhig.

### CDU

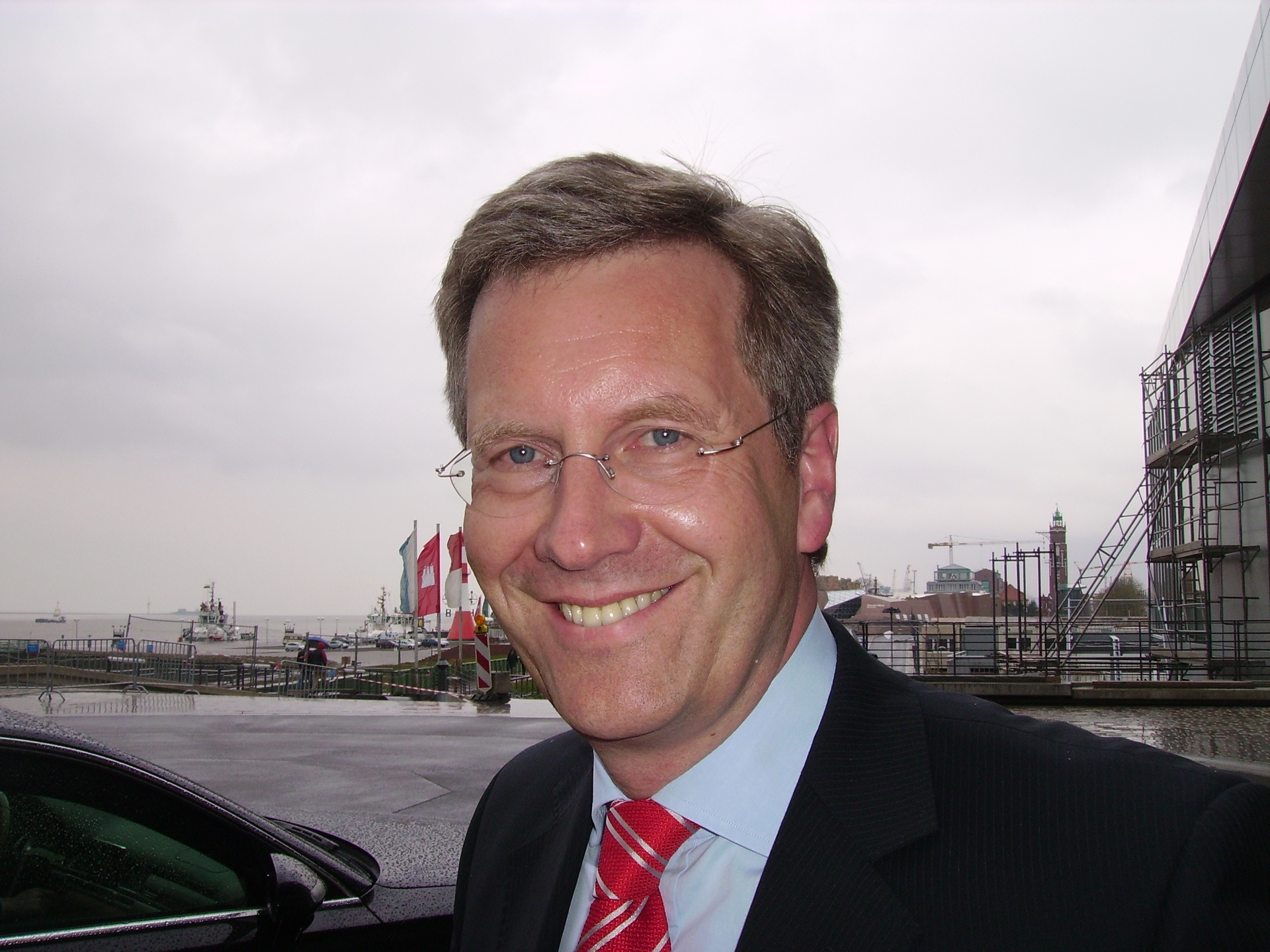
Christian Wulff (CDU)

Mit 99,1 Prozent der Stimmen wurde Ministerpräsident Christian Wulff am 14. Juli 2007 auf dem CDU-Landesparteitag in Hannover an die Spitze der 113 Plätze fassenden Landesliste gewählt. Das Wahlprogramm der CDU wurde am 22. September beschlossen. Unter dem Motto Zukunftsland Niedersachsen setzte sich die CDU für die Fortsetzung der schwarz-gelben Koalition und die Haushaltskonsolidierung ein. Der Wahlkampfauftakt fand am 12. Januar 2008 vor mehr als 9000 Teilnehmern in der Volkswagen Halle Braunschweig statt. Die Wahlkampagne der CDU Niedersachsen wurde am 5. Dezember 2008 in Berlin mit dem „Politikaward“ als beste Kampagne des Jahres in der Kategorie „Kampagnen von politischen Institutionen“ ausgezeichnet.

### SPD
Bereits am 13. Oktober 2006 wurde Wolfgang Jüttner, Vorsitzender der SPD-Fraktion im Niedersächsischen Landtag und von 1998 bis 2003 niedersächsischer Umweltminister, vom Vorstand der niedersächsischen SPD einstimmig zum Spitzenkandidaten nominiert. Seine Wahl erfolgte auf dem Landesparteitag der SPD in Hannover am 30. Juni 2007 mit einem Ergebnis von 97,4 Prozent. Am selben Tag wurde die Landesliste gewählt und der Entwurf eines Wahlprogramms vorgestellt, das am 10. November 2007 verabschiedet wurde.
Im Herbst 2007 stellte Jüttner ein als NiedersachsenTeam bezeichnetes Schattenkabinett, bestehend aus Gabriele Andretta, Heiner Bartling, Wolfgang Denia, Jochen Hahne, Renate Hendricks, Eva Högl, Uwe Schwarz und Petra Wassmann, vor. Im Vergleich zur letzten Landtagswahl wurde der Wahlkampfetat auf 2,5 Millionen Euro halbiert. Mit Slogans wie Niedersachsengerechter und Gerechtigkeit kommt wieder setzte sich die SPD beim Wahlkampf für die Einführung eines Mindestlohnes, kostenfreie Bildung sowie den Ausbau der Gesamtschulen ein.

### FDP
Philipp Rösler, Landesvorsitzender und FDP-Fraktionsvorsitzender im Niedersächsischen Landtag, wurde am 8. Juli auf der Landesdelegiertenkonferenz in Braunlage mit 96 Prozent der Stimmen auf Platz eins der Landesliste und damit zum Spitzenkandidaten der FDP gewählt. Der Wahlkampfetat soll 500.000 Euro umfasst haben. Die FDP setzte auf eine Zweitstimmenkampagne und auf ihren Landesvorsitzenden Philipp Rösler als Sympathieträger.

### GRÜNE
Bündnis 90/Die Grünen gingen mit den Spitzenkandidaten Ursula Helmhold und Stefan Wenzel in den Wahlkampf. Beide wurden auf dem Landesparteitag der Grünen am 23./24. Juni in Hitzacker auf Platz eins bzw. zwei der Landesliste gewählt. Das Wahlprogramm der Grünen wurde am 14. Oktober beschlossen. Einer Pressemitteilung zufolge wurde der Landesverband beim Wahlkampf von der Werbeagentur M&C Saatchi beraten. Die Wahlkampfkosten sollen sich auf 330.000 Euro belaufen haben.

### LINKE
Erstmals trat die aus Linkspartei.PDS und WASG hervorgetretene Partei Die Linke zu einer Landtagswahl an. Die PDS hatte bereits bei der Landtagswahl 2003 kandidiert, war mit 0,5 % jedoch deutlich an der 5 %-Hürde gescheitert. Auf dem Landesparteitag am 3. November in Hannover wurde Landesvorsitzende Kreszentia Flauger mit 82,4 Prozent der Stimmen auf Platz eins der Landesliste und damit zur Spitzenkandidatin gewählt. Schwerpunkte des Wahlkampfes waren laut Wahlprogramm die Bekämpfung der Armut durch Abschaffung der Hartz-Gesetze und Einführung eines Mindestlohnes, gebührenfreie Bildung sowie ein Ende der Privatisierung niedersächsischer Einrichtungen.

### Andere Parteien
- Begleitet von massiven Protesten und einem Fest der Demokratie beging die NPD am 15. September ihren Wahlkampfauftakt im Hannover Congress Centrum.[14] Spitzenkandidat der NPD war Andreas Molau.
- Erstmals zu einer niedersächsischen Landtagswahl trat Die Tierschutzpartei an. Spitzenkandidatin war die Hotelangestellte Rosemarie Worgull aus Delmenhorst.
- Auch die Partei Die Friesen nahm das erste Mal an einer Landtagswahl teil. Sie vertritt die nationale Minderheit der Friesen in Niedersachsen, ihr Wahlkampf beschränkte sich daher auf die Wahlkreise 83, 84 und 86. Eine angestrebte Anerkennung des Minderheitenstatus und damit die Befreiung von der Fünf-Prozent-Hürde konnte zur Landtagswahl nicht erreicht werden. Spitzenkandidat der Friesen war das ehemalige SPD-Mitglied Arno Rademacher.
- Spitzenkandidatin der Grauen Panther war die Bibliothekarin Erika Lohe. Die Partei setzte sich für ein gerechteres Sozialsystem und insbesondere eine Erhöhung der Renten ein.
- Die Ziele der Familienpartei waren unter anderem die Einführung eines Erziehungsgeldes, kostenlose Schulbildung sowie kostenlose Sportvereine für Kinder und Jugendliche. Spitzenkandidatin der neun Plätze umfassenden Landesliste war die Sekretärin Claudia Chalupa.
- Am 8. September 2007 wurde der Personalentwickler Gunnar Frohn auf Platz eins der Landesliste der Partei Bibeltreuer Christen gewählt. Primäres Ziel der Partei war eine Stärkung der Familien.
- Spitzenkandidat der Partei Ab jetzt...Bündnis für Deutschland, Partei für Demokratie durch Volksabstimmung war der Bautechniker Hans-Joachim Wohlfeld
- Neben Umwelt- und Naturschutz setzte sich die Ökologisch-demokratische Partei für mehr direkte Demokratie und gebührenfreie Bildung in Niedersachsen ein. Spitzenkandidat war der Bankkaufmann Hartmut Meyer.

### TV-Duell
Am 23. Januar trafen im NDR Ministerpräsident Wulff und Herausforderer Jüttner in einem von Andreas Cichowicz moderierten 60-minütigen TV-Duell aufeinander. Während anschließend beide Seiten sich zum Sieger erklärten, endete das Duell nach Ansicht der Medien unentschieden. Obwohl zuvor in einer Umfrage 30 Prozent der Befragten angaben, dass das TV-Duell für ihre Wahlentscheidung sehr wichtig oder wichtig sei, wurde es nur von rund 270.000 Zuschauern verfolgt, was einer Einschaltquote von 8,1 Prozent entspricht. Vor dem eigentlichen Duell fand bereits ein Aufeinandertreffen des Spitzenkandidaten Stefan Wenzel von den Grünen mit dem Spitzenkandidaten der FDP, Philipp Rösler, statt.

### Angebliche Wahlverschiebung
Am 26. Januar, einen Tag vor der Wahl, tauchten in mehreren Stadtteilen Hannovers gefälschte Briefe auf, die eine Verschiebung der Wahl auf den 24. Februar vorgaben.

## Ergebnis
| Listen                                      | Listen                                  | Erststimmen | Erststimmen | Erststimmen | Erststimmen | Zweitstimmen | Zweitstimmen | Zweitstimmen | Zweitstimmen | Mandate | Mandate |
| Listen                                      | Listen                                  | Stimmen     | %           | +/-         | Mandate     | Stimmen      | %            | +/-          | Mandate      | Anzahl  | +/-     |
| ------------------------------------------- | --------------------------------------- | ----------- | ----------- | ----------- | ----------- | ------------ | ------------ | ------------ | ------------ | ------- | ------- |
|                                             | CDU                                     | 1.512.779   | 44,3        | –7,9        | 68          | 1.456.742    | 42,5         | –5,8         | –            | 68      | –23     |
|                                             | SPD                                     | 1.183.758   | 34,7        | –1,6        | 19          | 1.036.727    | 30,3         | –3,1         | 29           | 48      | –15     |
|                                             | FDP                                     | 191.840     | 5,6         | +1,2        | –           | 279.826      | 8,2          | +0,1         | 13           | 13      | –2      |
|                                             | GRÜNE                                   | 239.581     | 7,0         | +1,1        | –           | 274.221      | 8,0          | +0,4         | 12           | 12      | –2      |
|                                             | Die Linke                               | 217.345     | 6,4         | +6,0        | –           | 243.361      | 7,1          | +6,6         | 11           | 11      | +11     |
|                                             | NPD                                     | 26.012      | 0,8         | N/A         | –           | 52.986       | 1,5          | N/A          | –            | –       | –       |
|                                             | Freie Wähler                            | 31.195      | 0,9         | N/A         | –           | 17.960       | 0,5          | N/A          | –            | –       | –       |
|                                             | Die Tierschutzpartei                    | –           | –           | N/A         | –           | 17.174       | 0,5          | N/A          | –            | –       | –       |
|                                             | FAMILIE                                 | 381         | 0,0         | ±0,0        | –           | 13.325       | 0,4          | +0,4         | –            | –       | –       |
|                                             | Die Friesen                             | 4.122       | 0,1         | N/A         | –           | 10.069       | 0,3          | N/A          | –            | –       | –       |
|                                             | GRAUE                                   | –           | –           | ±0,0        | –           | 9.288        | 0,3          | ±0,0         | –            | –       | –       |
|                                             | Volksabstimmung                         | –           | –           | N/A         | –           | 5.934        | 0,2          | N/A          | –            | –       | –       |
|                                             | PBC                                     | 568         | 0,0         | N/A         | –           | 5.851        | 0,2          | N/A          | –            | –       | –       |
|                                             | ödp                                     | 487         | 0,0         | ±0,0        | –           | 1.962        | 0,1          | ±0,0         | –            | –       | –       |
|                                             | REP                                     | 897         | 0,0         | ±0,0        | –           | –            | –            | –0,4         | –            | –       | –       |
|                                             | Demokratische Alternative – Die Weissen | 519         | 0,0         | N/A         | –           | –            | –            | N/A          | –            | –       | –       |
|                                             | Einzelbewerber                          | 5.033       | 0,1         | ±0,0        | –           | –            | –            | –            | –            | –       | –       |
| Gesamt                                      | Gesamt                                  | 3.414.517   | 100         |             | 87          | 3.425.426    | 100          |              | 65           | 152     | –31     |
|                                             |                                         |             |             |             |             |              |              |              |              |         |         |
| Ungültige Stimmen                           | Ungültige Stimmen                       | 61.595      | 1,8         | +0,3        |             | 50.686       | 1,5          | +0,2         |              |         |         |
| Wähler                                      | Wähler                                  | 3.476.112   | 57,1        | –9,9        |             | 3.476.112    | 57,1         | –9,9         |              |         |         |
| Wahlberechtigte                             | Wahlberechtigte                         | 6.087.297   |             |             |             | 6.087.297    |              |              |              |         |         |
|                                             |                                         |             |             |             |             |              |              |              |              |         |         |
| Quelle: Statistische Berichte Niedersachsen |                                         |             |             |             |             |              |              |              |              |         |         |

Auf die CDU entfielen insgesamt acht Überhangmandate, von denen eines unausgeglichen blieb. Im Gegenzug bekamen die SPD fünf, die FDP zwei und Bündnis 90/Die Grünen und die Linke jeweils ein Ausgleichsmandat zugesprochen. Somit erhöhte sich die Gesamtzahl der Sitze von 135 auf 152.

### Erststimmen
Die Direktkandidaten der CDU konnten 68 der 87 Wahlkreise für sich entscheiden, die restlichen 19 Kreise gingen an die SPD. Den deutlichsten Sieg errang Clemens große Macke, CDU-Kandidat im Wahlkreis Cloppenburg, mit 70,4 Prozent der Erststimmen. Das knappste Ergebnis erzielte Hans-Christian Biallas (CDU) im Wahlkreis Cuxhaven. Mit 38,4 Prozent der Erststimmen erhielt er lediglich 83 Stimmen mehr als sein Gegenkandidat von der SPD.

### Zweitstimmen
| Partei               | Bestes Ergebnis         | Bestes Ergebnis | Schlechtestes Ergebnis | Schlechtestes Ergebnis |
| Partei               | Wahlkreis               | %               | Wahlkreis              | %                      |
| -------------------- | ----------------------- | --------------- | ---------------------- | ---------------------- |
| CDU                  | WK 67 Cloppenburg       | 66,6            | WK 26 Hannover-Linden  | 24,9                   |
| SPD                  | WK 85 Emden/Norden      | 41,8            | WK 67 Cloppenburg      | 15,6                   |
| FDP                  | WK 20 Holzminden        | 14,2            | WK 86 Aurich           | 4,1                    |
| GRÜNE                | WK 17 Göttingen-Stadt   | 21,1            | WK 67 Cloppenburg      | 3,5                    |
| Die Linke            | WK 26 Hannover-Linden   | 13,3            | WK 68 Vechta           | 3,1                    |
| NPD                  |                         |                 |                        |                        |
| Freie Wähler         |                         |                 |                        |                        |
| Die Tierschutzpartei | WK 65 Delmenhorst       | 1,1             | WK 73 Bersenbrück      | 0,3                    |
| FAMILIE              |                         |                 |                        |                        |
| Die Friesen          | WK 84 Leer/Borkum       | 4,5             |                        |                        |
| GRAUE                |                         |                 |                        |                        |
| Volksabstimmung      |                         |                 |                        |                        |
| PBC                  |                         |                 |                        |                        |
| ödp                  | WK 65 Delmenhorst       | 0,4             | WK 81 Meppen           | 0,0                    |
|                      |                         |                 |                        |                        |
| Wahlbeteiligung      | WK 76 Georgsmarienhütte | 63,6            | WK 65 Delmenhorst      | 49,5                   |

Prozentuales Ergebnis
Sitzverteilung
Sitzverteilung und prozentuales Ergebnis